# Galeria (cràter)
Galeria és un cràter amb coordenades planetocèntriques de -27.62 ° de latitud nord i 21.19 ° de longitud est, sobre la superfície de l'asteroide del cinturó principal (4) Vesta. Fa 21.77 km de diàmetre. El nom adoptat com a oficial per la UAI el 21 de novembre de 2012. i fa referència a Gal·lèria Fundana (40-69), augusta romana esposa de l'emperador Vitel·li.